# Valle del Messico
È tradizionalmente considerata Valle del Messico o Valle di Anáhuac quella regione geografica dell'America del Nord  alimentata da un esteso sistema di fiumi e laghi - il più grande dei quali era il Lago Texcoco - nella cui conca si estende attualmente Città del Messico e gran parte della sua cintura urbana.
Questa regione si caratterizza per essere relativamente pianeggiante ed essere circondata quasi completamente da diverse catene montuose, tra cui la Sierra Nevada che comprende le vette più alte del Messico: il Pico de Orizaba (5.610 m s.l.m.), il Popocatépetl (5.465 m s.l.m.), il Nevado de Toluca (4.690 m s.l.m.) e il Iztaccíhuatl (5.230 m s.l.m.). La regione è stata abitata sin da epoche remote, al suo interno fiorirono civiltà come quella di Teotihuacan (dalla quale deriva il nome náhuatl di Anáhuac) e quella azteca.